# (100401) 1995 YS17
(100401) 1995 YS17 es un asteroide perteneciente al cinturón de asteroides, descubierto el 22 de diciembre de 1995 por el equipo del Spacewatch desde el Observatorio Nacional de Kitt Peak, Arizona, Estados Unidos.

## Designación y nombre
Designado provisionalmente como 1995 YS17.

## Características orbitales
1995 YS17 está situado a una distancia media del Sol de 3,003 ua, pudiendo alejarse hasta 3,528 ua y acercarse hasta 2,477 ua. Su excentricidad es 0,175 y la inclinación orbital 3,192 grados. Emplea 1900 días en completar una órbita alrededor del Sol.

## Características físicas
La magnitud absoluta de 1995 YS17 es 15,7.